# 인호진
인호진(印晧鎭, 1975년 9월 19일 ~ )은 대한민국의 가수, 배우이다. 3인조 남성 그룹 스윗 소로우의 리더이다.

## 생애
본관은 교동이다. 연세대학교 화학공학과를 졸업하였고 대학시절 교내 중앙동아리 '연세대학교 남성합창단 글리클럽'에서 만난 멤버들과 스윗 소로우를 결성하였다. 2004년 유재하 음악 경연대회에서 대상을 수상하며 데뷔하였다.

## 학력
- 서울방일초등학교
- 이수중학교
- 상문고등학교
- 연세대학교 화학공학 학사

## 출연 작품
- MBC 《미스터리 음악쇼 복면가왕》 - 터프한 엘비스 (2016)
- 뮤지컬 《뮤직 인 마이 하트》 (2010)
- 영화 《스토리 오브 와인》 (2008)
- KBS2 《드라마시티 - 러브 헌트, 서른 빼기 셋》 (2008)
- KBS 해피FM 《스윗 드라이브 인호진입니다》 (2022.7.4 ~)

## 수상
- 2004년 제16회 유재하음악경연대회 대상